# 标准测试图像
为了直观地测试图像处理算法在“自然图像”上的效果，在图像处理领域使用着许多常用的测试图像。选择这些图像是因为它们代表了图像重构算法比较难于处理的问题，例如重现细节和纹理、强烈的变化和边缘以及均衡区域。最著名图像的是萊娜圖，它是取自于1972年的一幅Playboy模特莱娜·瑟德贝里的照片。

## 常用测试图像分辨率
图像的标准分辨率通常是512×512或720×576。